# Christian Stichler
Christian Stichler, född 25 november 1970 i Hamburg, är en tysk journalist. Han var tidigare Norden-korrespondent för den tyska TV-kanalen ARD.
Han blev känd i Sverige under Covid-19-pandemin som ”Presskonferens-tysken” då han i samband med Folkhälsomyndighetens dagliga presskonferenser ställde samma frågor gällande att den svenska smittskyddshanteringen utgick från antagandet att Covid-19 inte kunde smitta från symptomfria, vilket var i motsats till den strategi som valts i Tyskland, och många andra länder i Europa.